# 共伸 (神奈川県)
株式会社共伸（きょうしん、英: Kyoshin Co.,Ltd. ）は日本の企業である。
共伸という名前の企業は日本中に複数存在するが当項目では神奈川県平塚市にある企業について記述する。

## 概要
神奈川県平塚市の豊田工業団地に本社と工場がある。

## 事業内容
金属、非金属の加工や設計を行っている。

## 沿革
- 1972年12月 - 神奈川県平塚市に小林工業所として開業する。
- 1982年9月 - 現社名に変更。当時は有限会社。
- 1984年5月 - 神奈川県秦野市に工場を移転する。
- 1991年9月 - 株式会社に変更。
- 1999年3月 - 神奈川県平塚市東豊田工業団地内に本社と工場完成。
- 1999年4月 - 神奈川県平塚市東豊田480番地に本社と工場移転。
- 2006年9月 - 溶接組立工場が設立する。
- 2006年10月 - 制御盤等の電気組立を本格始動する。

## 工場
- 本社工場
  - 〒254-0082 神奈川県平塚市東豊田480番地56
- 下妻溶接工場
  - 〒304-0000 茨城県下妻市鯨1362番地4
- 海老名組立工場
  - 〒243-0425 神奈川県海老名市中野1丁目11番地26